# Tubulidentats
Els tubulidentats (Tubulidentata) són un ordre pertanyent als mamífers placentaris.
Es tracta de l'únic ordre de mamífers que comprèn una sola espècie vivent (i, per tant, un sol gènere i una sola família). Es coneix com a oricterop o porc formiguer (Orycteropus afer).
Un dels caràcters més distintius dels tubulidentats és l'estructura dental, que dona nom a l'ordre. Les dents presenten centenars de tubs de dentina compactats amb cement, una adaptació a la ingestió accidental de grans de terra quan es consumeixen formigues i tèrmits. Altres punts en comú dels representants d'aquest grup són el crani llarg, els ossos nasals triangulars, l'arc zigomàtic esvelt i la manca de bul·la auditiva.
Els primers tubulidentats eren força més petits que el seu parent modern.
Els tubulidentats s'originaren a Àfrica fa 65 milions d'anys i n'han existit tres gèneres diferents. Actualment, aquests «fòssils vivents» només viuen a l'Àfrica subsahariana.